# La Chapelle-Palluau
La Chapelle-Palluau é uma comuna francesa na região administrativa da Pays de la Loire, no departamento de Vendéia. Estende-se por uma área de 13,01 km². Em 2010 a comuna tinha 963 habitantes (densidade: 74 hab./km²).